# Лејк Далас
Лејк Далас (енгл. Lake Dallas) град је у америчкој савезној држави Тексас. По попису становништва из 2010. у њему је живело 7.105 становника.

## Демографија
Према попису становништва из 2010. у граду је живело 7.105 становника, што је 939 (15,2%) становника више него 2000. године.
| Група             | 2000.         | 2010.         |
| Белци             | 5.202 (84,4%) | 5.013 (70,6%) |
| Афроамериканци    | 205 (3,3%)    | 349 (4,9%)    |
| Азијати           | 58 (0,9%)     | 123 (1,7%)    |
| Хиспаноамериканци | 606 (9,8%)    | 1.453 (20,5%) |
| Укупно            | 6.166         | 7.105         |